# Cyrtandra hellwigii
Cyrtandra hellwigii là một loài thực vật có hoa trong họ Tai voi. Loài này được Warb. mô tả khoa học đầu tiên năm 1893.